# Paul Koslo
Paul Koslo, właśc. Manfred Koslowski (ur. 27 czerwca 1944, zm. 9 stycznia 2019) – niemiecko-kanadyjski aktor filmowy. Urodził się w Niemczech. Jego ojciec, dziadek i pradziadek byli zawodowymi żołnierzami. W 1951 roku, gdy miał 7 lat wraz z rodziną wyemigrował do Reginy w Saskatchewan w Kanadzie. Mając 13 lat opuścił rodzinny dom.

## Filmografia

### Filmy fabularne
- 1971: Znikający punkt jako zastępca szeryfa Charlie Scott
- 1972: Joe Kidd jako Roy
- 1974: Mr. Majestyk jako Bobby Kopas
- 1974: Szaleni detektywi jako Whitey
- 1976: Przeklęty rejs jako Aaron Pozner
- 1980: Wrota niebios jako major Charlie Lezak
- 1990: Zwariowani detektywi jako Grimmer
- 1990: Xtro 2 jako dr Alex Summerfield
- 1999: Inferno: Piekielna walka jako Ives

### Seriale TV
- 1972: Ironside jako Donald Flood
- 1972: Mission: Impossible jako Ollie Shanks
- 1974: Gunsmoke jako Cory
- 1975: Sierżant Anderson jako Johnny 'Sticker' Hughes
- 1976: Hawaii Five-O jako Charlie Turner
- 1977: Barnaby Jones jako Tony Slayton
- 1978: Dallas jako Al Parker
- 1979: Jak zdobywano Dziki Zachód jako Jobe
- 1979: Korzenie: Następne pokolenia jako Earl Crowther
- 1979: Hawaii Five-O jako Rolly
- 1983: Drużyna A jako zastępca Sneed
- 1984: Nieustraszony jako Lyle Austin
- 1984: Diukowie Hazzardu jako Jesse James
- 1985: Drużyna A jako Tanen
- 1986: Autostrada do nieba jako Jan Baldt
- 1986: MacGyver jako dr Suvarin
- 1990: Dzień za dniem jako farmer Jack
- 1998: Strażnik Teksasu jako Matthew Leach
- 2000: Gwiezdne wrota jako Terok